# Bisdom Laoag
Het bisdom Laoag (Latijn: Dioecesis Laoagensis) is een rooms-katholiek bisdom met als zetel Laoag, op de Filipijnen. Het bisdom is suffragaan aan het aartsbisdom Nueva Segovia. 

## Geschiedenis
Het bisdom werd opgericht op 5 juni 1961, uit delen van het aartsbisdom Nueva Segovia. 

## Parochies
Het bisdom had in 2021 een oppervlakte van 3.469 km2 en telde 609.588 inwoners waarvan 56,0% rooms-katholiek was.

## Bisschoppen
- Antonio Lloren Mabutas (5 juni 1961 - 25 juli 1970)
- Rafael Montiano Lim (12 februari 1971 - 26 januari 1978)
- Edmundo Madarang Abaya (11 december 1978 - 22 mei 1999)
- Ernesto Antolin Salgado (7 december 2000 - 12 februari 2005)
- Sergio Lasam Utleg (13 november 2006 - 15 juni 2011)
- Renato Pine Mayugba (12 oktober 2012 - heden)

## Galerij van afbeeldingen

Wapen van het bisdom

Nueva Segovia (aartsbisdom) · Baguio · Bangued · Laoag